# Monumento a Stepán Makárov

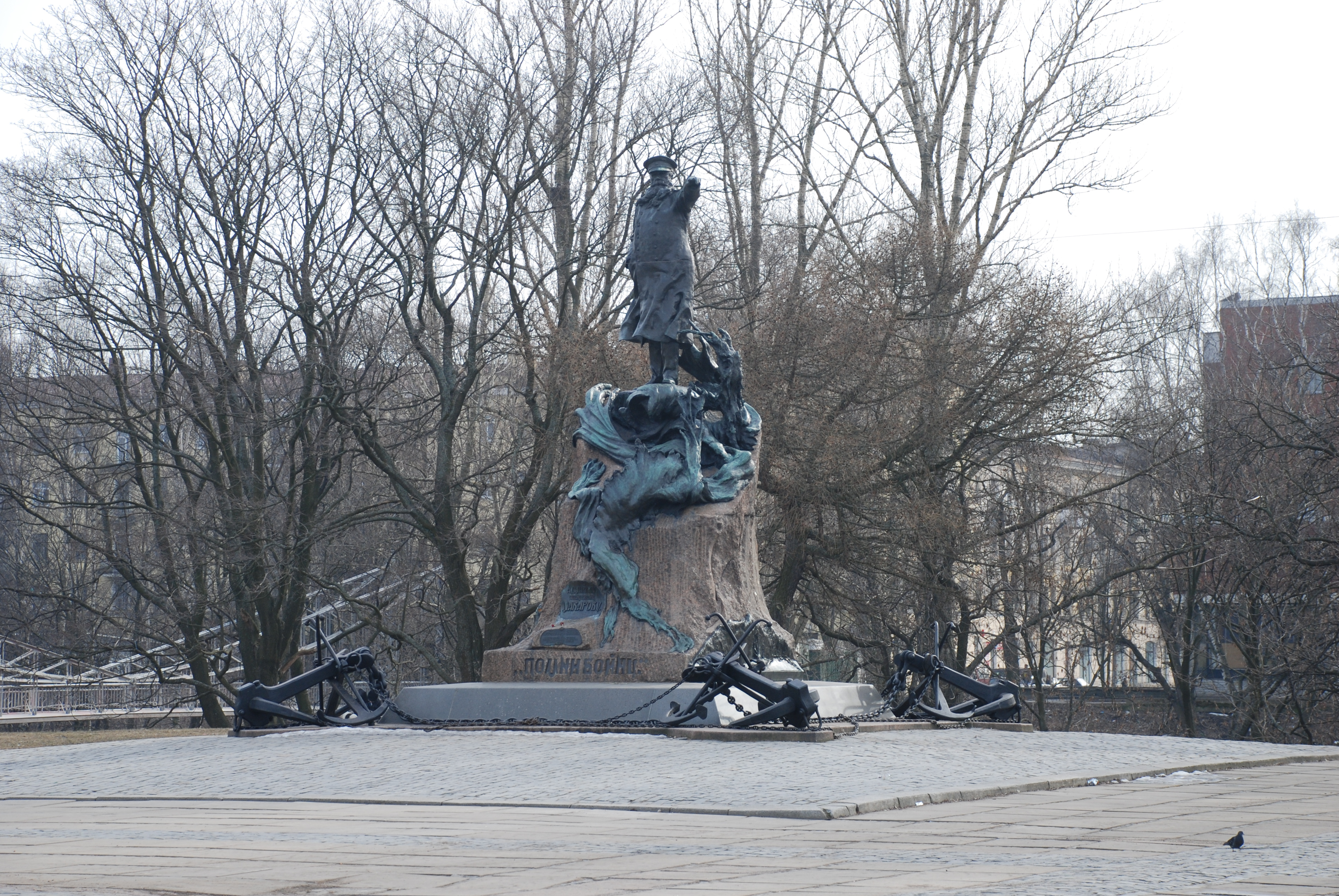
Monumento a Stepán Makárov.

El monumento a Stepán Makárov es un monumento erigido en honor al oceanógrafo, explorador polar, naviero y vicealmirante Stepán Makárov, en Kronstadt, Rusia. Es obra del escultor Shervud.

## Historia
En 1910, durante una reunión dedicada a la conmemoración de Stepán Makárov, se decidió crear un comité con la finalidad de recaudar fondos para erigir un monumento en honor al vicealmirante. Fue elegido el proyecto de escultor Shervud y se decidió que el monumento fuese instalado en Kronstadt, en la plaza Yakornaya, delante de la Catedral del Marinero.
La escultura fue hecha en bronce procedente de la fàbrica de Carlo Robekki en San Petersburgo. Ahí también fueron creados los bajorrelieves. 
La roca de granito sobre la que se instaló el monumento estaba dirigida inicialmente para el monumento a Pablo I pero el barco que transportaba la roca desde Vyborg hasta San Petersburgo se hundió en Golfo de Finlandia.
La roca, de 160 toneladas, estuvo en el agua durante más que cien años, pero fue sacada y consagrada en 1911 a la orden de Nicolás II. 
El 24 de junio de 1913 el monumento fue inaugurado en presencia de Nicolás II.

## Dimensiones y composición

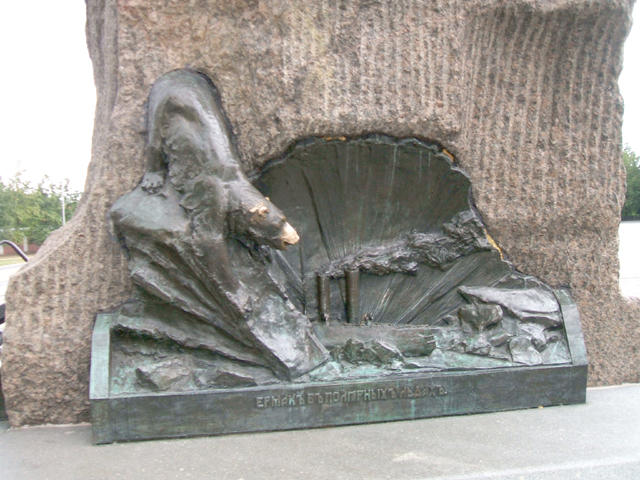
Bajorrelieve "botadura en el ártico del rompehielos Ermak".

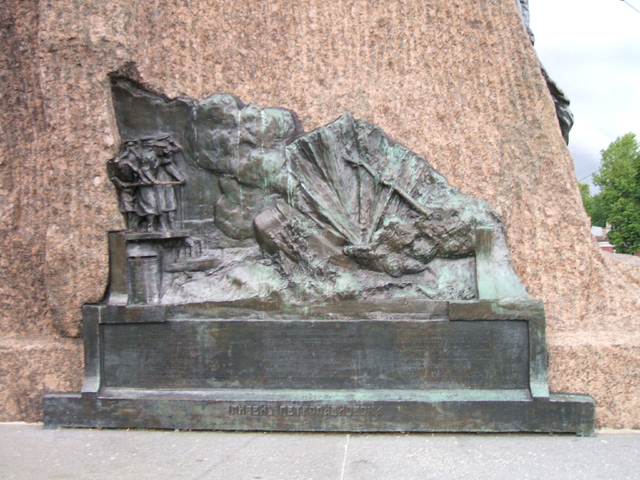
Bajorrelieve "explosión de barco Petropavlovsk".

La escultura tiene 3,55 metros de altura y el pedestal tiene 5 metros de altura.
El monumento fue creado con mucha expresividad y parece como si Makarov marchara con paso decidido.
Tres lados del monumento muestran bajorrelieves dedicados a etapas de la vida de Stepan Makarov. El bajorrelieve izquierdo representa explosión de un barco turco durante la guerra entre Rusia y Turquía (el 14 de enero de 1878 Makarov realizó el primer ataque en la historia con lancha torpedera, hundiendo al barco enemigo "Intibah"). El segundo bajorrelieve representa la botadura en el ártico del rompehielos Ermak, que fue inventado y construido bajo la dirección del vicealmirante. El tercero representa explosión de barco Petropavlovsk, en la que murió Makarov.
Makarov está de pie y su capa ondea al viento. Bajo su pie sube una ola, que simboliza el dragón japonés que toma S. Makarov en el agua. Su mano derecha está en el bolsillo mientras que la mano izquierdo está levantada como pronunciase su famosa frase: "Recuerda la guerra!".
59°59′29″N 29°46′30″E / 59.99139, 29.77500